# Digitalizacja (bibliotekarstwo)

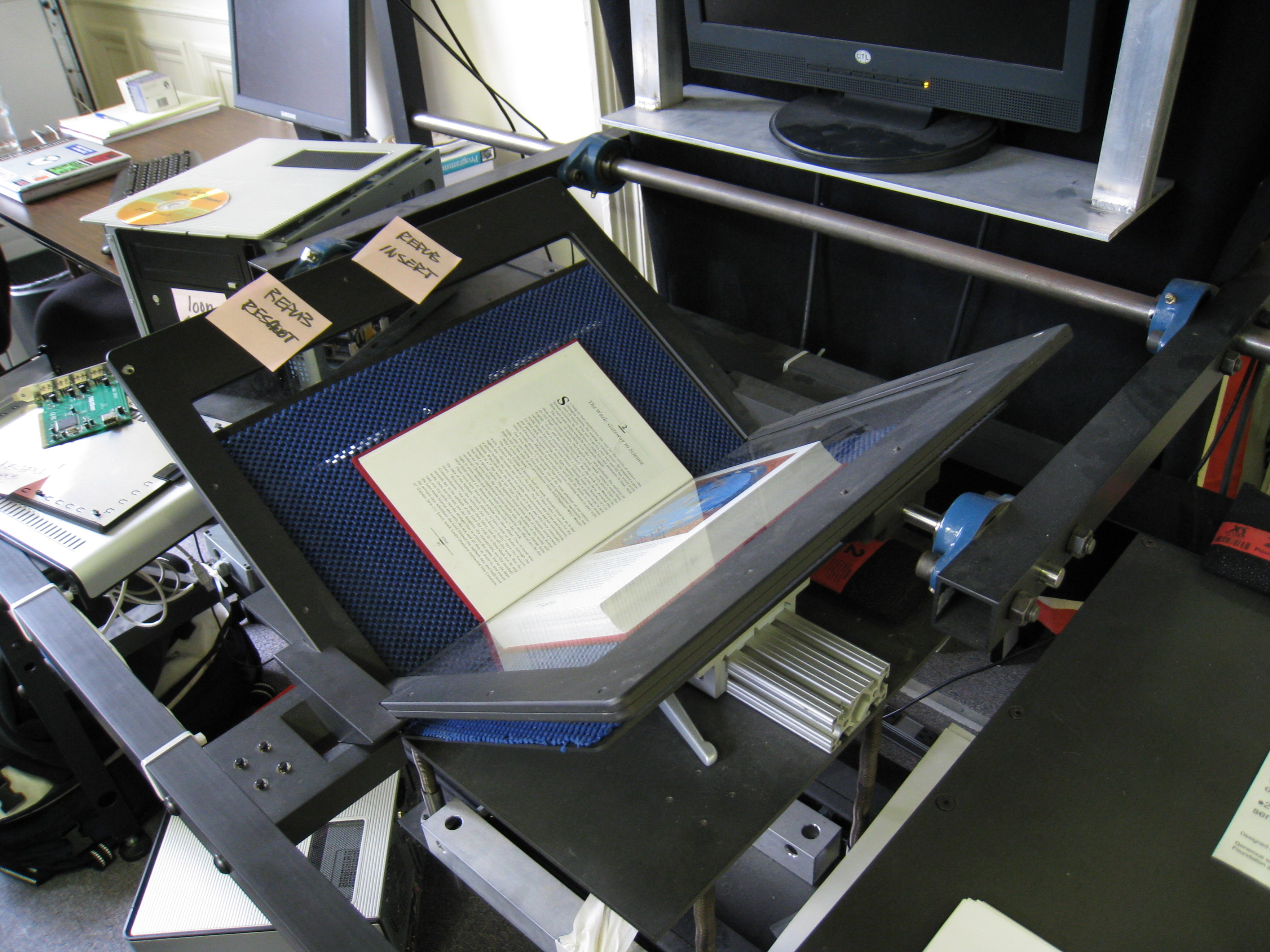
Skaner książek w Internet Archive

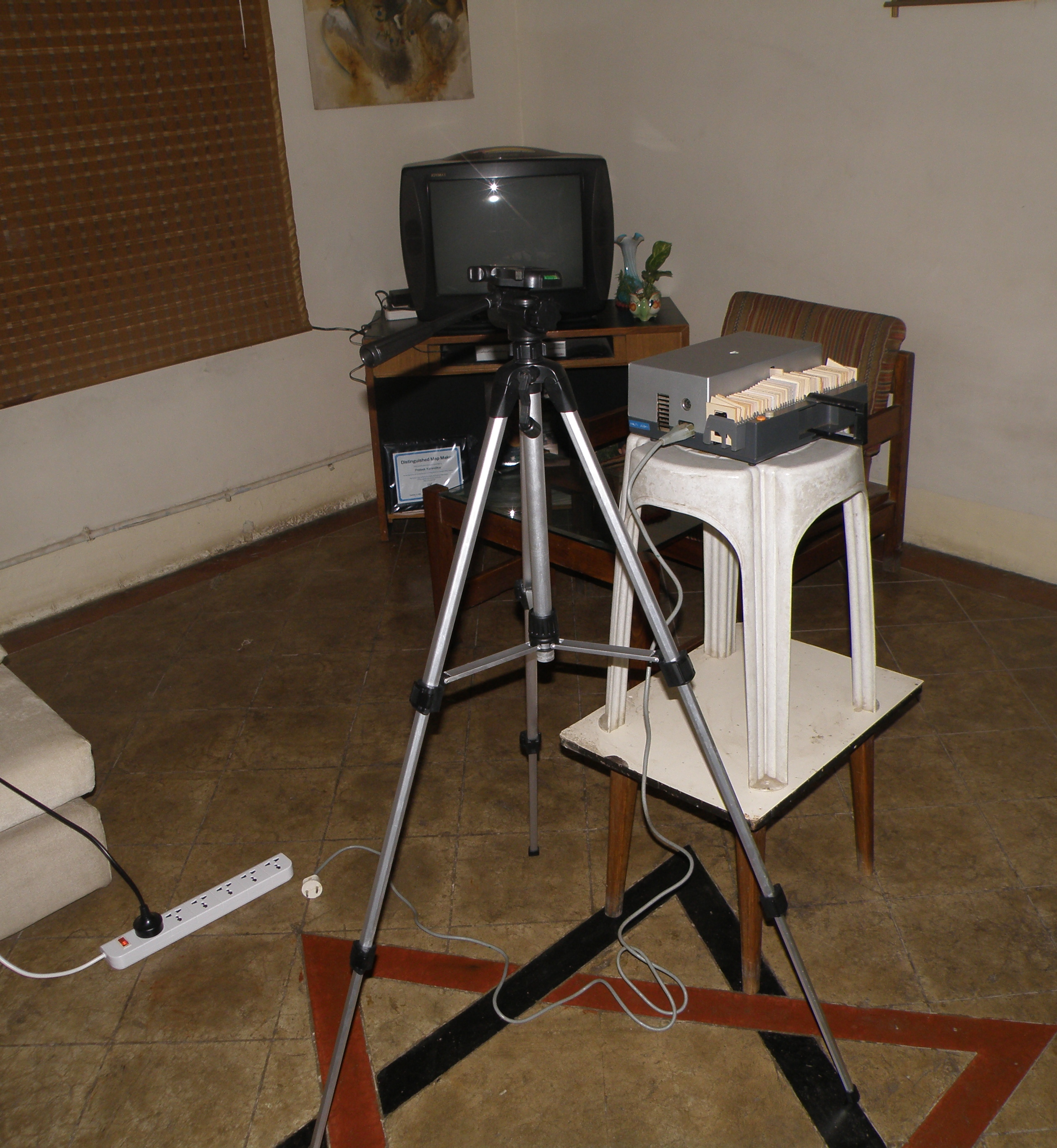
Domowa digitalizacja slajdów za pomocą rzutnika przeźroczy, statywu oraz aparatu cyfrowego

Digitalizacja, dygitalizacja, cyfryzacja, ucyfrowienie – wprowadzenie do pamięci komputera tradycyjnych, drukowanych lub rękopiśmiennych materiałów bibliotecznych lub archiwalnych w postaci danych cyfrowych metodą skanowania. Powstający w wyniku skanowania plik graficzny ma postać bitmapy i nie stanowi użytecznej postaci dokumentu cyfrowego, ponieważ:
- zajmuje nieproporcjonalnie dużo miejsca w stosunku do treści istotnej z punktu widzenia użytkownika
- nie pozwala na przeszukiwanie treści, w tym znalezienia określonej frazy tekstu lub wyodrębnienie ilustracji.

Dlatego bardzo istotnym procesem wykonywanym po skanowaniu jest obróbka cyfrowa, polegająca między innymi na kompresji danych graficznych oraz automatycznym rozpoznawaniu znaków, słów i całego tekstu metodami optycznego rozpoznawania znaków. W wyniku takiej obróbki materiały nadają się do upublicznienia w bibliotece cyfrowej.
Cele digitalizacji są następujące:
- archiwizacja obiektu
- ochrona oryginału przed zniszczeniem
- udostępnianie materiałów piśmienniczych użytkownikom (najczęściej w sieci).

Przyjęte w Polsce uproszczone standardy merytoryczne digitalizacji różnią się od zachodnich:
- Celem digitalizacji materiałów bibliotecznych w Polsce nie jest archiwizacja i udostępnianie egzemplarzy wzorcowych, to znaczy kompletnych egzemplarzy wyprodukowanych przez wydawców, lecz posiadanych przez daną bibliotekę, bez względu na to, czy są one kompletne, czy uszkodzone.
- Digitalizacji danego obiektu nie poprzedzają badania bibliograficzne (nie ma takiego wymogu prawnego ani zalecenia środowiska bibliotekarskiego).
- Polskie biblioteki cyfrowe nie współpracują z sobą w zakresie uzupełniania zasobów cyfrowych w celu udostępnienia kompletów druków zwartych i ciągłych, więc to samo dzieło czasami jest udostępniane przez kilka bibliotek cyfrowych. Instytucja mającą wybrakowany egzemplarz nie poszukuje gdzie indziej brakujących elementów (tomów, zeszytów, numerów), by udostępnić komplet, lecz digitalizuje i udostępnia to, co posiada, bez informowania użytkowników o brakach zdigitalizowanego dokumentu.
- Zdigitalizowane dokumenty udostępnia się bez uwzględnienia układu wewnętrznego publikacji, a więc przykładowo strona 135 na karcie tytułowej digitalizowanego dokumentu nie jest tożsama ze stroną 135 na wykazie kolejnych skanów (stroną nr 1 zdigitalizowanego dokumentu w polskich bibliotekach cyfrowych jest przednia okładka, natomiast na Zachodzie strona 1 wersji cyfrowej to strona 1 oryginału, a okładka, wyklejki i tym podobne elementy wstępne są oznakowane odrębnie).

W Polsce do udostępniania cyfrowych materiałów piśmienniczych w Internecie stosowany jest, między innymi, system dLibra, do materiałów muzealnych dMuseion, a do archiwaliów system ZoSIA i serwis szukajwarchiwach.pl.
Zgodnie z orzeczeniem Trybunału Sprawiedliwości UE biblioteki mogą, jeśli prawo krajowe na to zezwala, digitalizować i udostępniać na stanowiskach komputerowych w swoich czytelniach wszelkie książki ze swoich zbiorów swoim czytelnikom (bez możliwości wykonania kopii, na przykład do pamięci USB lub drukowanej). Wykonanie kopii (drukowanej lub elektronicznej) dla czytelnika jest już zwielokrotnieniem utworu i musi łączyć się z godziwą rekompensatą na rzecz podmiotu praw autorskich (na rzecz wydawnictwa lub innego posiadacza autorskich praw majątkowych do danego utworu).